# Landkreis Samter

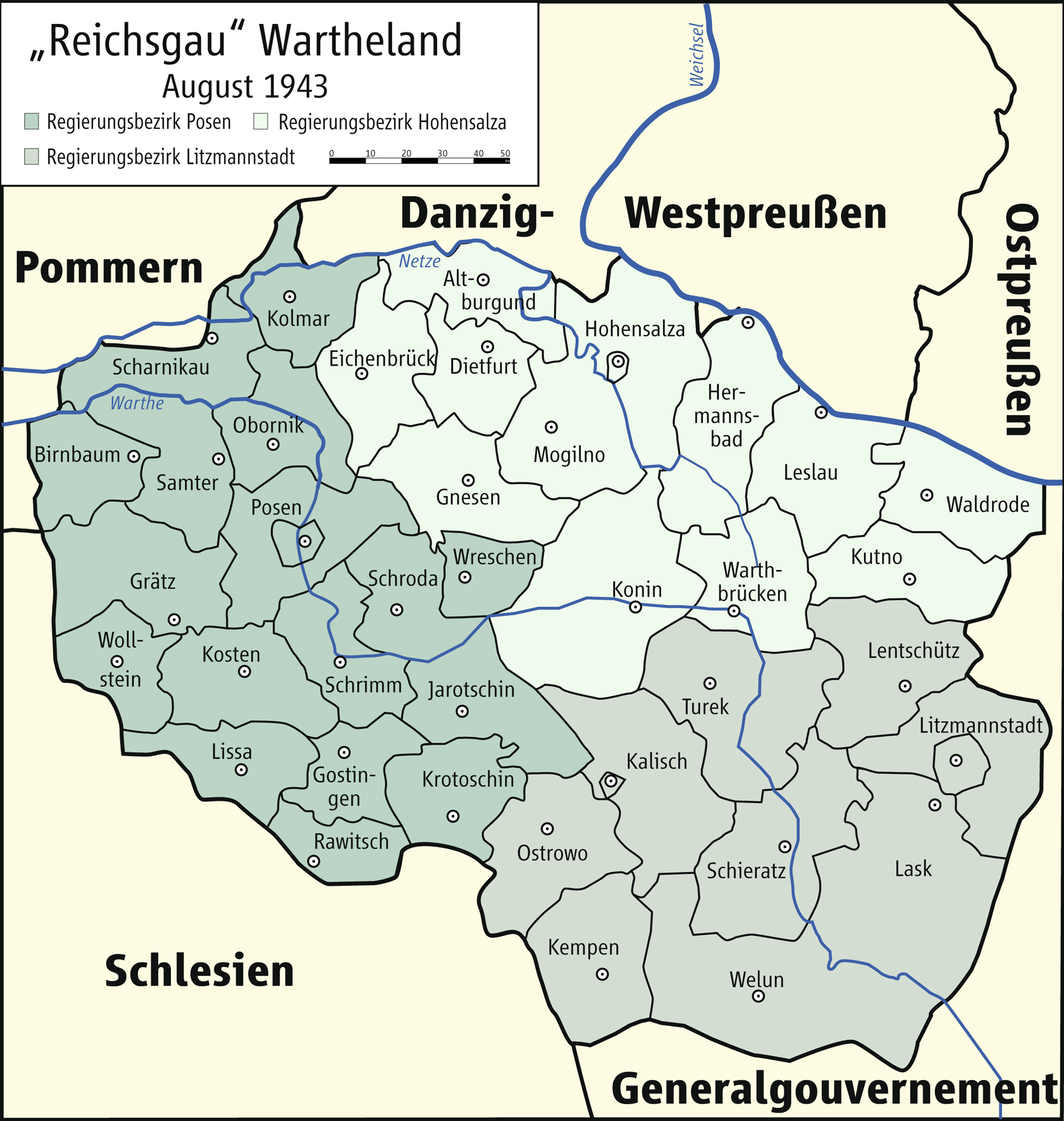
Regierungsbezirke und Kreise im Reichsgau Wartheland (August 1943)

Landkreis Samter war während des Zweiten Weltkrieges der Name einer deutschen Verwaltungseinheit im besetzten Polen (1939–1945).

## Vorgeschichte (1815 bis 1918)
Das Gebiet um die westpolnische Stadt Szamotuły (Samter) gehörte von 1815 bis 1918 als Kreis Samter zur preußischen Provinz Posen. Im Zuge des Großpolnischen Aufstandes kam Szamotuły am 27. Dezember 1918 unter polnische Kontrolle und wurde am 28. Juni 1919 mit der Unterzeichnung des Versailler Vertrags offiziell an das neu gegründete Polen abgetreten.

## Verwaltungsgeschichte
Zu Beginn des Zweiten Weltkrieges besetzten deutsche Truppen den westpolnischen Powiat Szamotuły, die Kreisstadt Szamotuły wurde am 7. September 1939 eingenommen.
Am 26. Oktober 1939 wurde der Powiat unter der Bezeichnung Landkreis Samter an das Deutsche Reich angeschlossen, was als einseitiger Akt der Gewalt völkerrechtlich aber unwirksam war. Der Landkreis wurde Teil des Regierungsbezirkes Posen im Reichsgau Wartheland.
Sitz des deutschen Landratsamtes wurde die Kreisstadt Samter.
Mit dem Einmarsch der Roten Armee im Januar 1945 endete die deutsche Besetzung.

## Politik

### Landkommissar
1939–9999: ?

### Landräte
- 1939–1941: ?
- 1941–1945: Otto Georg Schulze-Anné
- 1945–0000: Kurt Becker

## Kommunale Gliederung
Die 99 Ortschaften des Landkreises wurden zunächst in 12 Amtsbezirken zusammengefasst. Am 1. Januar 1942 wurde der Amtsbezirk Samter-Stadt zur Stadt nach der Deutschen Gemeindeordnung von 1935 ernannt, am 1. Januar 1943 der Amtsbezirk Warthestadt. Gegen Ende der Besetzung bestand der Landkreis aus 2 Städten und 10 Amtsbezirken.

## Größe
Der Landkreis Samter hatte eine Fläche von 1093 km².

## Bevölkerung
Der Landkreis Samter hatte im Jahre 1941 67.497 meist polnische Einwohner. Die deutschen Besatzungsbehörden vertrieben mehrere tausend Polen aus dem Gebiet.
Im Gebiet lebte eine kleine deutsche Minderheit, während der Besetzung wurden zusätzlich Deutsche angesiedelt. Gegen Ende der Besetzung verließ der Großteil das Gebiet.
Die jüdische Bevölkerung wurde ins Generalgouvernement deportiert und dort ermordet.

## Ortsnamen
Die lokalen Besatzungsbehörden versahen sofort alle Ortschaften im Kreisgebiet mit deutschen Namen, obwohl offiziell laut unveröffentlichtem Erlass des Innenministers vom 29. Dezember 1939 zunächst die 1918 gültigen deutschen Bezeichnungen weitergelten sollten. Am 18. Mai 1943 wurden für alle Orte mit einer Post- oder Bahnstation im Wartheland deutsche Namen festgelegt, wobei es wiederum zu Abweichungen kam.
Liste der Städte und Amtsbezirke im Landkreis Samter:
| polnischer Name | deutscher Name (1918) | deutscher Name (1939–1945)                |
| --------------- | --------------------- | ----------------------------------------- |
| Chojno          | Chojno                | Karlsfeld                                 |
| Duszniki        | Duschnik              | 1939–1943 Neusiedeln 1943–1945 Kaisershof |
| Grzebienisko    | Kammthal              | Kammtal                                   |
| Kaźmierz        | Kazmierz              | Urnental                                  |
| Obrzycko        | Obersitzko            | Obersitz                                  |
| Ostroróg        | Scharfenort           | Scharfenort                               |
| Otorowo         | Ottorowo              | 1939–1943 Ottoswalde 1943–1945 Otterwalde |
| Pniewy          | Pinne                 | Pinne                                     |
| Szamotuły       | Samter                | Samter                                    |
| Wróblewo        | Wroblewo              | 1939–1943 Josefstal 1943–1945 Lerchental  |
| Wronki          | Wronke                | 1939–1943 Warthestadt 1943–1945 Wronke    |